# Чертков, Андрей Евгеньевич
Андре́й Евге́ньевич Чертко́в (род. 16 августа 1961, Севастополь)— российский журналист и переводчик, редактор, издатель, антологист. Активист движения клубов любителей фантастики, менеджер интернет-проектов, специалист по российскому кинематографу.

## Биография
Родился 16 августа 1961 года в Севастополе. После окончания школы работал слесарем-сборщиком радиоаппаратуры на севастопольском заводе «Маяк». В 1980 году поступил на исторический факультет Николаевского педагогического института. После окончания института в 1984 году работал учителем истории в севастопольской средней школе № 2. В 1988—1989 годах — сотрудник отдела выставок и передового опыта ЦПКТБ «Азчеррыба».

В 1982 году организовал в Николаеве клуб любителей фантастики «Арго» и до середины 1984 года был его председателем 
Позднее, когда я уже заканчивал Николаевский пединститут, «рука судьбы» продемонстрировала мне и «оборотную сторону медали»: в 84 году после полутора месяцев «бесед» в КГБ меня с треском вышибли из орденоносного Ленинского комсомола за «аполитичность и идейную незрелость», а по сути - за КЛФ «Арго», который я создал в стремлении расширить круг своего общения. Областная партийная газета «Южная правда» разродилась по этому поводу большой «подвальной» статьей под названием «Гадкий утенок». Помимо прочих забавных обвинений было там и такое: мол, «отдельные» любители фантастики, начитавшись «Гадких лебедей», «смотрят на мир сквозь очки ископаемого белогвардейца». М-да. Однако нет худа без добра: с той поры я окончательно избавился от иллюзий относительно мира, в котором мне довелось родиться.
После возвращения в Севастополь был активным участником клубов любителей фантастики «Сталкер» и «Атлантис», где стал, в частности, одним из инициаторов издания клубного фэнзина «Бластер». В 1988—1989 годах — главный редактор критико-публицистического фэнзина «Оверсан», который стал заметным явлением в советской фэн-журналистике конца 1980-х годов, поскольку это был один из первых в СССР фэнзинов (наряду с ленинградским журналом «Измерение-Ф»), нацеленных на массовый тираж и широкое распространение по другим клубам любителей фантастики.
В январе 1990 году был приглашён Николаем Ютановым на работу в Ленинград, где принял участие в создании издательства «Terra Fantastica», в котором затем работал корректором, редактором, ответственным редактором нескольких книжных серий, а с 1995 года — главным редактором. Под эгидой этого издательства с 1991 по 1994 год выпускал критико-информационный журнал «Интеркомъ». Позже работал как редактор критико-информационного раздела в журнале «Если» (1995—1996) и ответственный секретарь Конгресса Фантастов России и литературной премии «Странник» (до 1998 года). Был редактором-составителем книжных серий «Оверсан» (классика зарубежной интеллектуальной фантастики), «Виртуальный мир» (первые переводы фундаментальных произведений киберпанка на русский язык), серий отечественной фантастики «Далекая Радуга» и «Звездный лабиринт».
Опубликовал множество статей и рецензий. Переводы зарубежной фантастики (в основном, произведений Уильяма Гибсона и Майкла Суэнвика) публиковал как под своим именем, так и под псевдонимом «Ефим Летов».
В 1989 году как критик и редактор был приглашен поучаствовать в работе семинара молодых писателей-фантастов в Дубултах (более известного как Малеевский семинар).
С 1990 года — участник (с 2004-го — действительный член) Семинара писателей-фантастов под руководством Бориса Стругацкого.
Наибольшую известность в литературном мире приобрёл как продюсер и составитель трехтомного цикла антологий «Миры братьев Стругацких: Время учеников» (1996—2000, издательства «Terra Fantastica» и «АСТ»); в 2007 году этот литературный проект был возрожден под названием «Миры Стругацких: Время учеников, XXI век» — в 2009 году в рамках этой серии в издательстве «Азбука» были изданы 2 новые антологии — «Важнейшее из искусств» и «Возвращение в Арканар», после чего проект был снова заморожен.
В 1998 году начал работать как руководитель отдела видео и выпускающий редактор интернет-магазина «Озон». С 2001 года — пресс-редактор и администратор официального сайта кинокомпании «СТВ», в которой работал под руководством известного российского кинопродюсера Сергея Сельянова. В это же время сотрудничал в качестве пресс-агента с кинорежиссёрами Алексеем Балабановым и Александром Рогожкиным. В 2004 году осуществил запуск интернет-портала «Кино России», которым руководит с тех пор в качестве главного редактора. С 2005 года — генеральный директор компании «КиноСайт», специализирующейся на создании и поддержке корпоративных и промосайтов для российской киноиндустрии. 
С января 1990 года жил в Санкт-Петербурге, в ноябре 2012 года вернулся в Севастополь.

## Интересные факты
- Роман Сергея Лукьяненко «Лабиринт отражений» был написан в 1996 году на спор с Андреем Чертковым, которому автор таким образом пытался доказать возможность существования «киберпанка с человеческим лицом». Во 2-м романе дилогии, «Фальшивые зеркала», упоминается находящаяся в виртуальном городе Диптауне «улица А. Черткова», пересекающая «проспект Гибсона».
- В 2003 году Андрей Чертков придумал проект книжной серии «Новый советский детектив», в которой, согласно его замыслу, должны были публиковаться остросюжетные романы разных авторов в жанре альтернативно-исторической фантастики, но стилизованные под произведения Аркадия Адамова, братьев Вайнеров, Юлиана Семёнова и других советских детективщиков, — действие романов должно было происходить в 2000-х годах, но в сохранившемся Советском Союзе. Но поскольку Чертков в это время уже не занимался издательской деятельностью, он предложил этот свой замысел издателю Александру Сидоровичу. Проект так и не был реализован, однако благодаря ему был написан роман Антона Первушина «Звезда» (2007).
- В 2005 году в альманахе Бориса Стругацкого «Полдень. XXI век» была опубликована повесть Александра Житинского «Спросите ваши души», основанная на фантастической идее «доказанных реинкарнаций», которую придумал и подарил Житинскому Андрей Чертков (собственно, ему и была посвящена эта повесть). На аналогичной идее была основана и повесть Сергея Лукьяненко «Кредо», впервые опубликованная в 2004 году в журнале «Если», — однако Лукьяненко эту идею подсказал журналист и сотрудник «Если» Дмитрий Байкалов.